# غذایابی

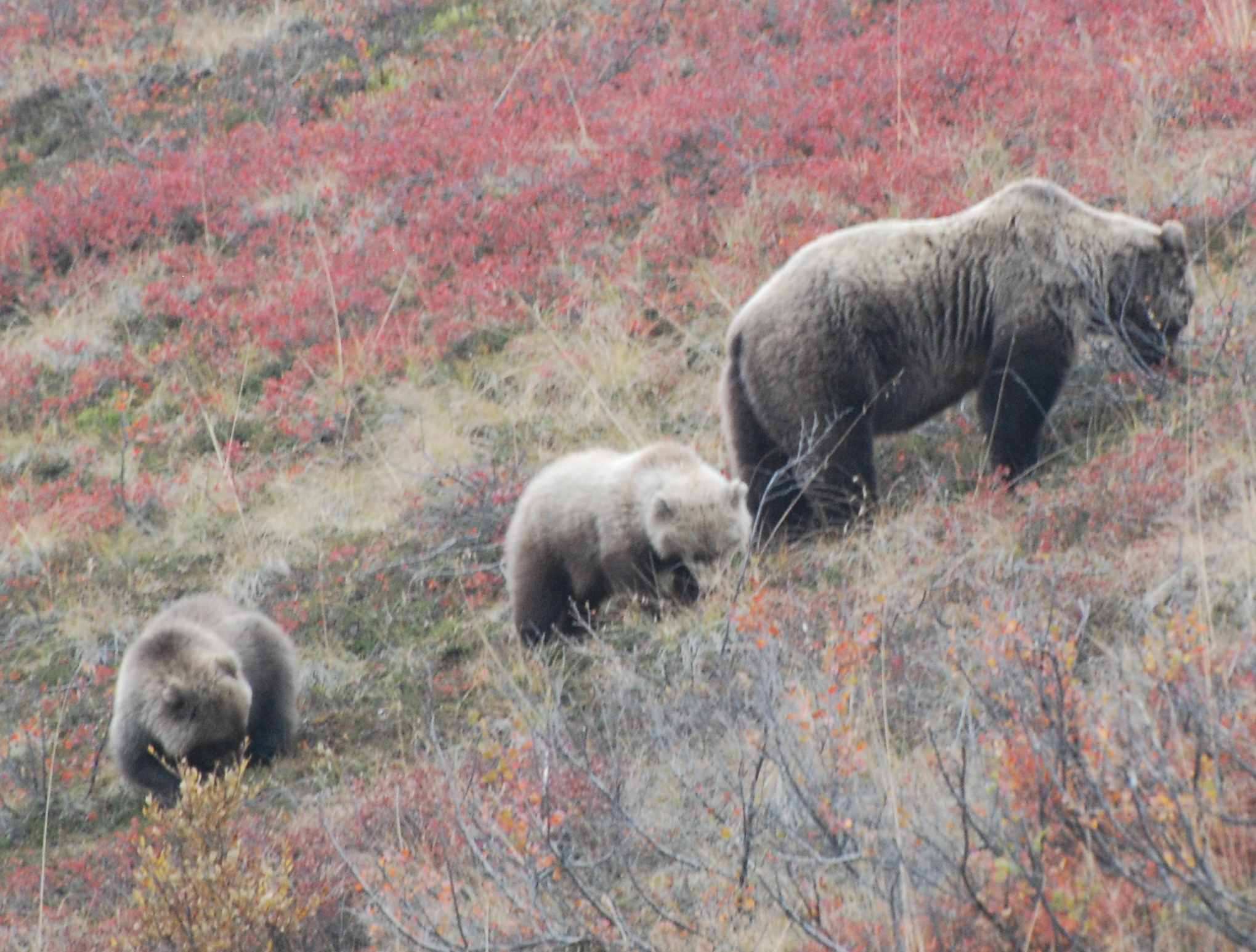
خرس گریزلی (Ursus arctos horribilis) مادر و توله‌ها در پارک ملی دنالی، آلاسکا در جستجوی غذا هستند.

غذایابی (به انگلیسی: Foraging)، رفتار جستجوگری برای منابع غذایی طبیعی است. این رفتار بر تناسب اندام جانور تأثیر می‌گذارد زیرا نقش مهمی در توانایی جانور برای زنده ماندن و تولید مثل دارد. تئوری غذایابی بهینه شاخه‌ای از بوم‌شناسی رفتار است که به مطالعه رفتار جستجوگری غذا در جانوران در پاسخ به محیطی که جانور در آن زندگی می‌کند می‌پردازد.

## عوامل تأثیرگذار بر رفتار غذایابی
چندین عامل بر توانایی جانور در غذایابی و به دست آوردن منابع سودآور تأثیر می‌گذارد.

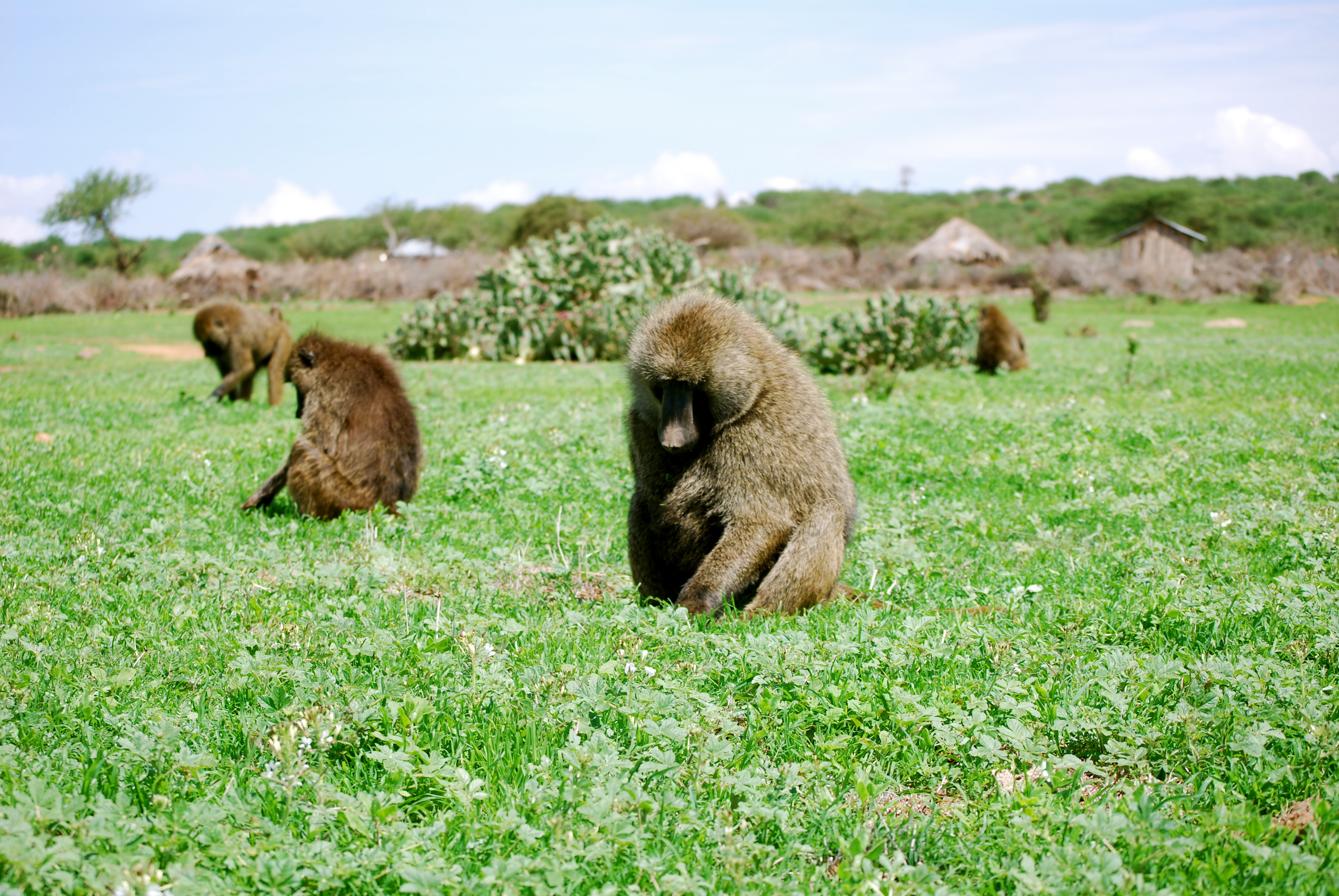
گروهی از بابون‌های زیتونی (Papio anubis) در لایکیپیا، کنیا در جستجوی غذا هستند. پستانداران جوان از بزرگان گروه خود در مورد غذایابی مناسب یادمی‌گیرند.

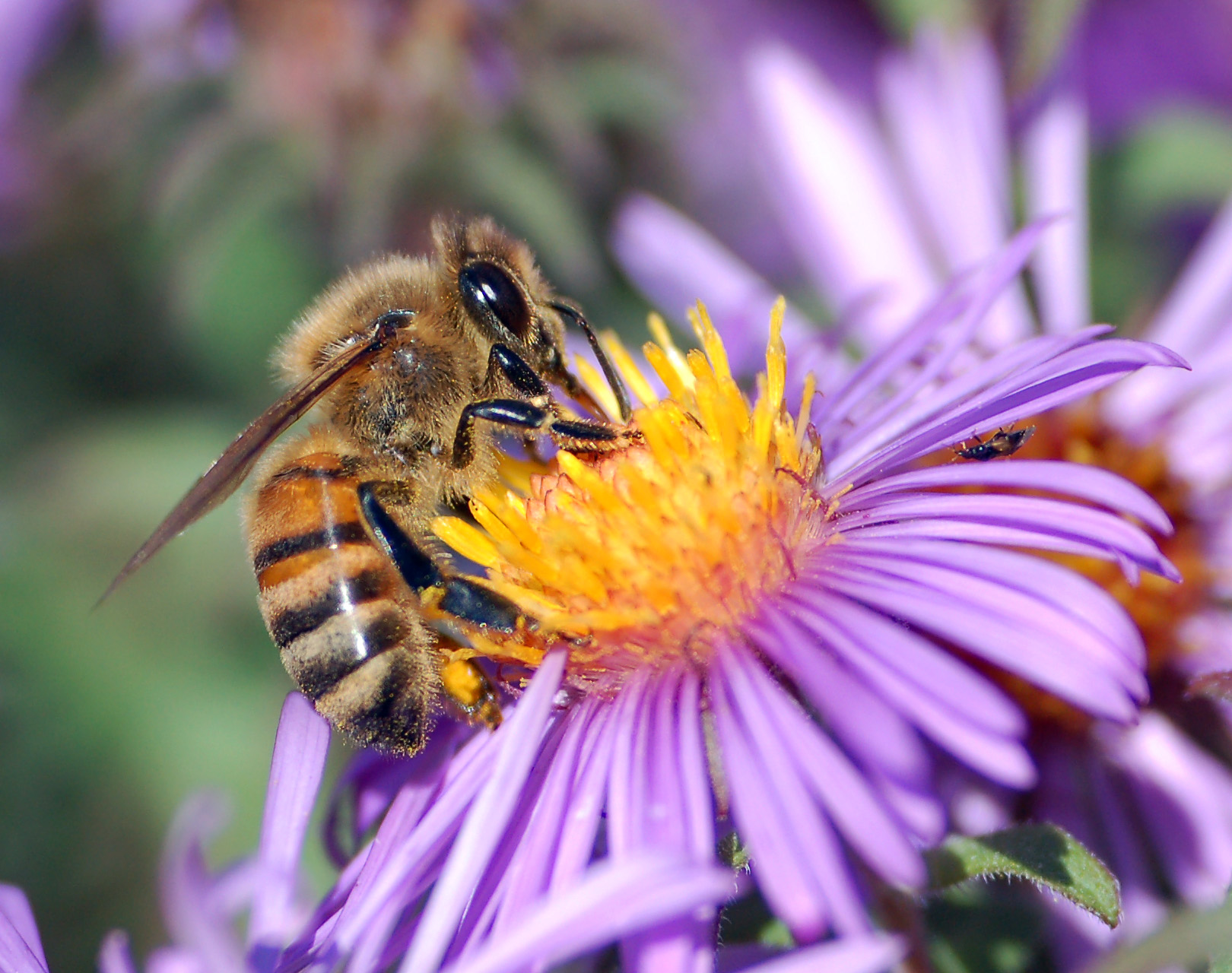
زنبور عسل اروپایی شهد گل‌ها را بیرون می‌کشد. طبق گفته هانت (۲۰۰۷)، دو ژن با غلظت قند شهد جمع‌آوری شده زنبور عسل مرتبط است.

- یادگیری
- ژنتیک
- حضور شکارگران
- انگلی

## انواع غذایابی
- رفتار جستجو
- غذایابی تک‌نفره
- تئوری غذایابی تک‌نفره و بهینه
- غذایابی گروهی
- سود و هزینه غذایابی گروهی
- غذایابی گروهی و پراکندگی آزاد ایده‌آل

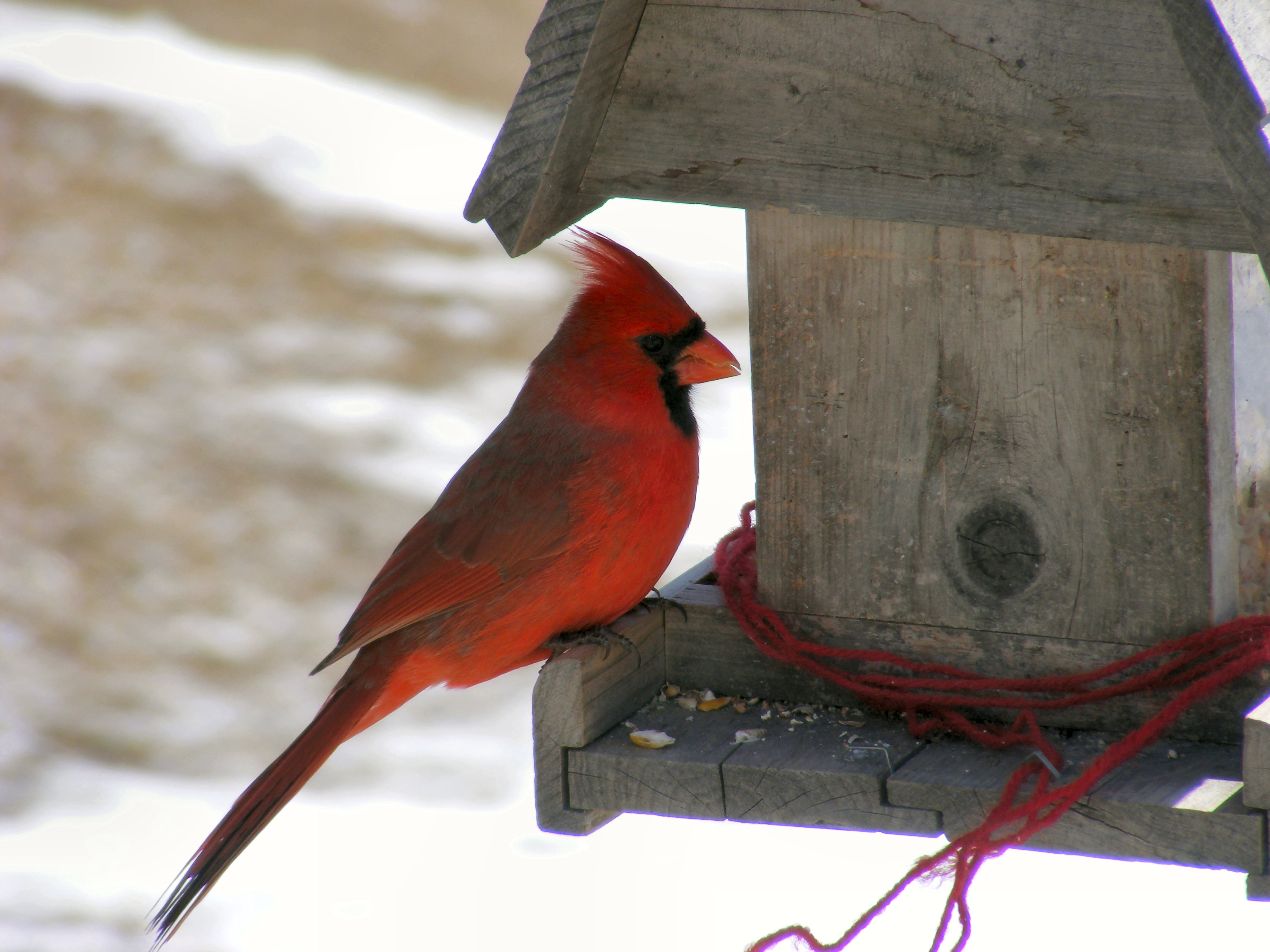
یک کاردینال شمالی نر در یک دان‌خوری پرنده. تغذیه پرندگان در دان‌خوری پرندگان نمونه‌ای از اقتصاد پراکندگی است. این زمانی است که ممکن است به سود جانور نباشد که در یک گروه غذایابی کند.

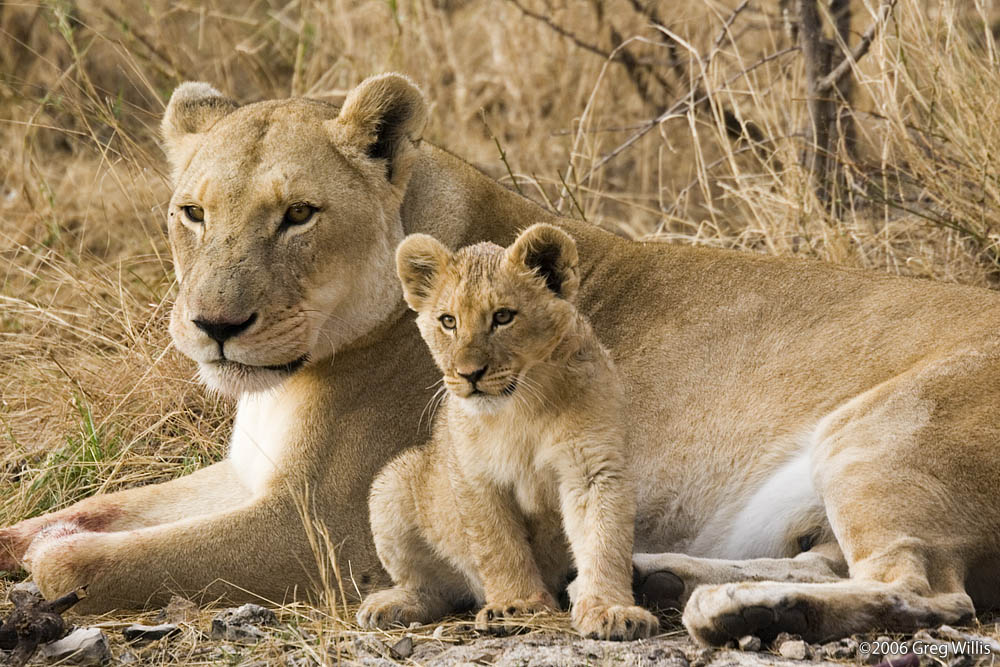
شیرهای ماده با در نظر گرفتن حفاظت از توله‌ها و دفاع از قلمرو، تصمیم‌های غذایابی و به‌طور ویژه در مورد اندازه گروه شکار را می‌گیرند.

- تئوری پهنه (عرصه) غذایابی

## کاربرد ابزار در غذایابی تک‌نفره
برخی از نمونه‌های استفاده از ابزار عبارتند از دلفین‌هایی که از اسفنج برای تغذیه از ماهی‌هایی استفاده می‌کنند که خود را در رسوبات دفن می‌کنند، کلاغ‌های کالدونیای جدید که از چوب برای بیرون آوردن لارو از درختان استفاده می‌کنند و شامپانزه‌هایی که به‌طور مشابه از چوب برای گرفتن و مصرف موریانه‌ها استفاده می‌کنند.

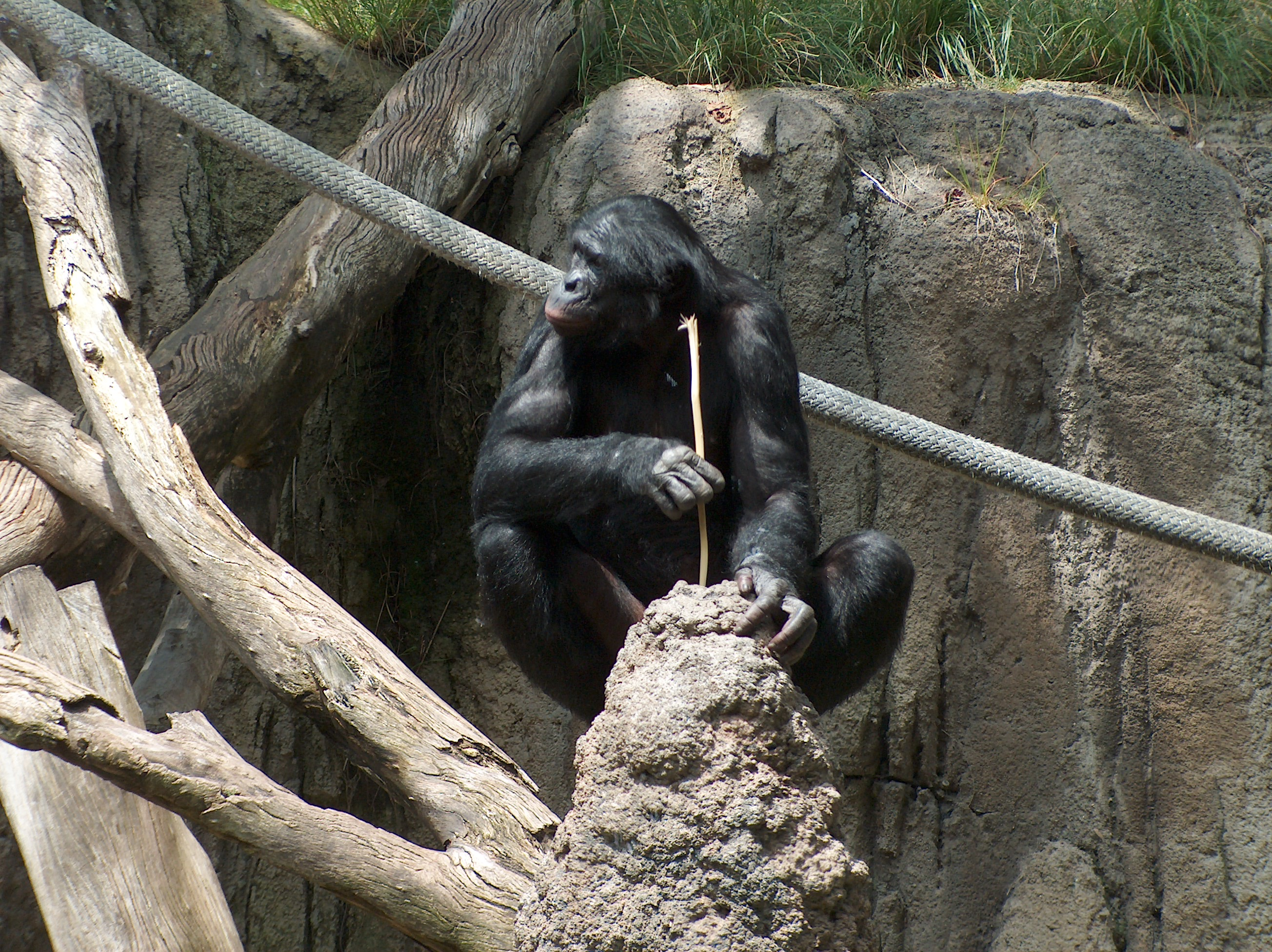
ماهیگیری بونوبو برای موریانه با ابزار، چوب آماده